# Felix Sturm
Felix Sturm rođen kao Adnan Ćatić (Leverkusen, 31. siječnja 1979.) njemačko-bosanskohercegovački boksač bošnjačkog podrijetla.
Peterostruki je svjetski prvak u dvije težinske kategorije: srednjoj kategoriji boksačke federacije WBO (2003. – 2004.), srednjoj kategoriji boksačke federacije WBA (dva puta izmežu 2008. i 2012.)., srednjoj kategoriji boksačke federacije IBF (2013. – 2014.) i supersrednjoj kategoriji boksačke federacije WBA (2016.).